# Мадрид Арена
Мадрид Арена е многофункционална спортна зала в Мадрид, Испания.

## Изграждане
Построена е през 2003 г. като част от кандидатурата на Мадрид за домакин на Летните олимпийски игри 2012. Има площ от 30 000 m² и седящи места за 12 000 зрители. Разполага с подвижен покрив, който при нужда се отваря. Фасадата е изградена от стъкло, което придава още по-голям обем на сградата. Трибуните са проектирани на три нива.
Собственик е общината на Мадрид.

## Събития
От 2005 г. залата е дом на баскетболния Естудиантес. От 2003 г. е домакин и на турнира от Мастърс сериите Мадрид Мастърс.
В залата са се състояли и много концерти на световни звезди като Green Day, Бекстрийт Бойс, Спайс Гърлс, Джеймс Блънт.